# Valentigney
Valentigney är en kommun i departementet Doubs i regionen Bourgogne-Franche-Comté i östra Frankrike. Kommunen ligger i kantonen Valentigney som tillhör arrondissementet Montbéliard. År 2022 hade Valentigney 10 624 invånare.

## Befolkningsutveckling
Antalet invånare i kommunen Valentigney
Referens:INSEE